# Dictionnaire Sopena
Pour les articles homonymes, voir Sopeña.
Le Dictionnaire Sopena (Diccionario Sopena en espagnol) est un dictionnaire espagnol, initialement édité par Ramón Sopena à Barcelone (Espagne). Il indique, pour chaque mot ou terme : la définition, l’étymologie et l’orthographe, parfois aussi la prononciation et la syllabation.
Il existe plusieurs dictionnaires Sopena comme notamment le Diccionario Enciclopédico Universal, les Minisopena ou les dictionnaires bilingues.